# Palácio Gama Lobo
O Palácio Gama Lobo, igualmente conhecido como Solar Gama Lobo ou Palácio dos Espanhóis, é um edifício histórico na cidade de Loulé, na região do Algarve, em Portugal. O conjunto do palácio inclui a Igreja de Santa Ana, igualmente conhecida como Capela de Santa Ana ou Ermida de Santa Ana. A capela foi construída no século XVIII, e o palácio na centúria seguinte. Na década de 1930 funcionou como um colégio jesuíta, e em 2019 foi convertido num centro cultural, passando a ser a sede da associação Loulé Criativo.

## Descrição
O complexo do palácio situa-se na Rua de Nossa Senhora de Fátima, em Loulé. É composto pelo palácio em si e por uma capela.
O edifício do palácio consiste numa antiga casa nobre, integrada na tipologia de um edifício brasonado. Foi descrito pela Câmara Municipal de Loulé como «uma casa nobre que constitui um marco da arquitetura civil de Loulé e um elemento importante na sua expansão e desenvolvimento urbano na segunda metade do século XVIII». Tem dois pisos, sendo o superior utilizado originalmente como habitação. A fachada principal é de configuração simétrica, ostentando uma pedra de armas sobre a porta principal, no estilo barroco. Na sequência das obras de conversão num centro cultural, terminadas em 2019, o interior do palácio passou a ser composto por uma sala de exposições, um posto de atendimento, uma loja, áreas de alojamento, salas de formação, áreas administrativas, e o espaço do Loulé Design Lab.
Na fachada da capela encontram-se pedrarias mármore de Estremoz e uma platibanda em balaústres, elementos que terão sido introduzidos para dar uma aparência mais neoclássica ao conjunto. Originalmente, no interior da capela existia uma imagem de Sant'Ana, em madeira, com cerca de 120 cm por 52 cm. Foi produzida por volta de 1565, por autor desconhecido. Foi posteriormente integrada no acervo do Museu Municipal de Loulé. Um pormenor de interesse na fachada da capela é a forma como as duas pilastras que a ladeiam são diferentes: a do lado esquerdo, onde confina com o palácio, é de pedra, enquanto a do lado direito é em massa, sendo também ligeiramente distintas as cimalhas.
o conjunto do Palácio Gama Lobo está classificado como Monumento de Interesse Municipal desde 2019.
Na obra Monografia do concelho de Loulé, publicada por Ataíde Oliveira em 1905, o investigador faz a descrição de um prédio que poderá ser o Palácio Gama Lobo: «Quasi ao centro da rua de Portugal existe ainda um predio de velha e nobre apparencia, onde nos principios do passado seculo residiram as senhoras Lobos, irmãs, informam nos, de Francisco de Paula Lobo Pessanha, tias de Sebastião Alexandre da Gama Lobo».

## História

### Séculos XVIII e XIX
A capela é anterior ao palácio, existindo uma lápide em pedra na sacristia indicando que foi construída em 1725 pelo Padre João da Costa Aragão, filho do Tenente-Coronel Diogo Lobo Pereira, governador da Praça de Loulé. As obras do palácio, então conhecido como o Solar dos Lobos, só terão começado cerca de meio século depois, pelo Capitão-Mor Manuel José da Gama Lobo Pessanha, filho de Nuno Mascarenhas Lobo e neto e Diogo Lobo Pereira. Porém, pouco depois os trabalhos foram embargados devido a conflitos com o juiz de fora, e só quase um século mais tarde é que o edifício foi terminado, por António José de Matos Mexia Costa. A utilização da pedra de mármore na fachada da capela poderá estar ligada a Mexia Costa, uma vez que este nasceu em Vila Viçosa e residiu em Borba. Durante este período, a ermida funcionou como capela particular da família Gama Lobo.
Sobre esta questão, Ataíde Oliveira menciona que «em 1775, houve nesta villa uma grande questão entre um desembargador, ascendente de Sebastião Alexandre da Guerra Lobo e um juiz de fóra, que era então o presidente do senado. O desembargador mandou fazer um grande predio á entrada da rua de Portugal, mas o juiz de fora, que estava de mal com aquelle, embargou a obra com o fundamento de que naquelle predio, puramente particular, se procurava imitar os estilos reaes, empregados pelo Marquez de Pombal nos edificios do Estado; e que o desembargador empregava o estilo de reintegrancia no cunhal do predio, a exemplo dos predios reaes. Durou esta questão muito tempo, e a obra sómente foi completada ha poucos annos, pois que o desembargador faleceu e o filho não mais se importou com o predio.»
Em 1873 faleceu Sebastião Alexandre da Gama Lobo, que foi o último descendente da família Gama Lobo. Assim, em 1874 a propriedade foi herdada pelas suas primas, D. Maria Augusta Mascarenhas Zuzarte Lobo e D. Maria Manuela de Brito Castro Figueiredo, sendo esta última Marquesa de Pomares. O palácio encontrava-se então em avançado estado de ruína, tendo sido alvo de extensas obras de remodelação, que abrangeram igualmente a capela. Assim, em 1875 a capela foi alvo de grandes obras de remodelação, financiadas por dádivas de D. Maria Zuzarte. Entre 1891 e 1893 foi totalmente renovada a expensas da D. Maria Augusta, do seu esposo José de Matos Mexia da Costa, e da sua filha D. Maria Bárbara Mascarenhas de Matos. As intervenções de 1875 e 1893 ficaram registadas numa lápide no lado direito da igreja. Durante estes trabalhos não se verificaram alterações significativas no interior nem na fachada, tendo-se mantido alguns elementos de destaque, como a escadaria de três lances convergentes e divergentes. Em 1887 o imóvel foi assentado na Conservatória do Registo Predial de Loulé como «Predio nobre, situado no alto da rua de Portugal desta Vila de Loulé, junto a Sant´Anna, freguesia de São Clemente: compõe-se d´altos e respectivos baixos, monte, denominado Boa Vista, com terras de semeadura earvoredo de diferentes qualidades». Em 1895 o registo foi alterado, tendo sido adicionada esta passagem na descrição: «se verificou que este prédio se compõe de vinte e quatro quartos, quatro sallas, duas cozinhas, duas dispensas, duas casas de jantar, escriptorio, armazém, dois celeiros, cavalariça, cocheira, uma capella, casa para hortellão com todas as acomodações, uma outra cavalariça, palheiro, casa do forno, casa para differentes pássaros com gaiolas d´arame, jardim, uma nora e uma outra empedrada até quasi rente com a terra, tanques, terreno de regadio com figueiras e outras arvores». Nos últimos anos do século XIX, tanto a casa com a quinta em redor pertenciam à família Aragão Barros, que então fazia parte da burguesia rural, passando então a ser denominado de Solar de Aragão, embora o nome popular fosse A Boavista ou a Sr.ª de Sant´Ana.
Ataíde Oliveira referiu que «as senhoras Lobos, irmãs de Sebastião Alexandre da Gama Lobo, desde o principio do seculo passado, cuidavam da actual capella e festejavam estrondosamente a Santa Imagem, pois que aquellas senhoras eram muito ricas. Sabe-se ainda que ha uns vinte annos o herdeiro de Sebastião Alexandre, reconstruindo o prédio nobre junto e dentro do qual está a actual Ermida, fez grandes despezas com esta, e era quem estava na posse da mesma Ermida, tendo chave para o côro de onde ouvia a missa. Tudo isto faz suppor um direito por parte do proprietario do predio nobre, e o caracter de Sebastião Alexandre e de suas irmãs foi tão serio que se não póde affirmar tivessem-se apossado da Ermida Velha com o telhado derrubado, segundo a affirmação dos freires da Ordem. É por tanto crivel que tendo-se arruinado de todo a velha Ermida, os ascendentes de Sebastião Alexandre mandassem construir junto do seu prédio nobre uma Ermida sob a mesma invocação da Ermida arruinada». O investigador refere-se a uma outra ermida também denominada de Sant'Anna, mas situada mais longe da vila, que tinha sido descrita pelos visitadores da Ordem de Santiago em 1565 como estando em ruínas. Conclui dizendo que «como os donos do prédio nobre eram os que faziam as despezas das festas e concertos da capella, é-nos licito acreditar que esta Ermida não é a mesma que fôra visitada pelos freires de Santiago». Caso seja a mesma referida nas visitações de Santiago, isto significa que teria sido reconstruída em vez de construída de raiz em 1725, ganhando então uma nova aparência, com mais elementos decorativos, de forma a torná-la mais apropriada ao palacete contíguo.

### Séculos XX e XXI
Em 1936 a família Aragão Barros alugou o edifício e a quinta circundante a uma comunidade de alunos e professores da Companhia de Jesus, que originalmente estavm sedeados em Porto de Santa Maria, na província de Cádis, em Espanha, mas que foram obrigados a fugir devido ao deflagrar da Guerra Civil Espanhola. Os jesuítas pediram autorização à Câmara para modificar o solar e a sua propriedade, de forma a instalar um colégio, tendo o correspondente plano sido assinado por José Maria Villoslada, padre e primeiro ministro do Seminário. Segundo consta no pedido, os jesuítas pretendiam edificar um novo imóvel na parte posterior do solar, que ficaria com as suas fachadas principais para a estrada para Salir, e o interior da própria quinta. Teria piso térreo e primeiro andar, sendo o rés-do-chão ocupado por uma portaria, três salas de aula, quatro quartos, sentinas, um refeitório e uma cozinha e dois quartos de banho, enquanto que o piso superior seria composto por camaratas para 34 pessoas, e duas sentinas. O colégio era apenas destinado aos alunos espanhóis, e era conhecido como Colégio de Estudos Clássicos, ou de Humanidades e Línguas Clássicas, Gonzaga. No jornal O Louletano de 7 de Maio de 1936 encontra-se uma referência ao Colégio Gonzaga, como participante numa procissão integrada nos festejos de Nossa Senhora de Fátima. o estabelecimento de ensino funcionou até ao final da guerra, em 1939, quando a comunidade regressou a Espanha.
Nos finais da década de 1950 e princípios da de 1960, a Comissão Carnavalesca de Loulé começou a promover os seus bailes de carnaval, que eram realizados na quinta, então conhecida como Palácio dos Espanhóis. Posteriormente o imóvel começou a ter outros usos culturais, tendo sido a sede de escolas de música e de outras associações, como o Rancho Folclórico e das Majoretes de Loulé, que o utilizaram para fazer os seus ensaios.
Entre 2006 e 2007 a capela foi alvo de obras de restauro, tendo sido cedida pela autarquia à Paróquia de São Clemente em Janeiro de 2008, para a realização de serviços religiosos. No dia 5 desse mês foi organizada a cerimónia de bênção do espaço da capela e das suas imagens, tendo passado a ser o espaço mais utilizado nos velórios das pessoas falecidas nas freguesias de São Clemente e São Sebastião.
Depois de ter estado encerrado durante vários anos, em 2017 o palácio começou a ser alvo de obras de restauro e reabilitação do palácio, que foi planeada pelo arquitecto Luis Guerreiro e realizada pela construtora Costa & Carreira. Esta intervenção foi orçada em cerca de 1,3 milhões de Euros, tendo sido parcialmente suportada por fundos da União Europeia. O edifício foi inaugurado em 1 de Junho de 2019, passando a ser a sede da associação municipal Loulé Criativo, que tem como finalidade promover a cultura e o património local, tendo o seu interior sido modificado para as novas funções. Um dos novos espaços foi o Loulé Design Lab, que até então estava sedeado no Convento do Espírito Santo. Segundo o presidente da Câmara Municipal, Vítor Aleixo, «esta é uma obra que se insere na linha de orientação autárquica que olha para a reabilitação patrimonial como um dos recursos mais poderosos para outras formas de turismo que não apenas as clássicas do sol e praia», acrescentando que «Para nós, é importante que os louletanos percebam o que aqui foi feito, que este palácio não foi abandonado nem condenado ao esquecimento, mas reabilitado com todo o carinho».
O palácio passou a ser utilizado como local para eventos culturais, tendo por exemplo albergado as exposições Documentar Algarve Interior – 9 Histórias / 30 fotografias, de Eduardo Pinto e Laura Carlos, em 2021, de presépios O Menino Deus, dos ceramistas Delfim Manuel e Margarida Gomes, em 2022, Práticas Situadas em 2023, e Diálogos entre Artesãos e Designers D’ LOULÉ – 2017-2024, em 2024. Foi ali organizada igualmente a reunião da associação La Capitainerie, formada por empresários francófonos do Algarve, em 12 de Janeiro de 2023,
Entretanto, em 21 de Outubro de 2019 foi classificado como Monumento de Interesse Municipal, através do Aviso n.º 16780/2019, emitido pela Câmara Municipal de Loulé. A autarquia justificou a classificação afirmando que «o imóvel em causa, no domínio histórico e arquitetónico, traduz testemunho notável de vivências e factos históricos e constitui fortes marcas da memória coletiva do território onde se insere». Em 2021, o programa de conversão do palácio num centro de cultura foi candidato ao Prémio Nacional de Reabilitação Urbana, tendo sido considerado pela autarquia como «um trabalho notável do ponto de vista da arquitetura, sobretudo pelo equilíbrio alcançado entre o respeito pelas pré-existências e a incorporação de novos materiais e de novos elementos», acrescentando que «o processo de reabilitação do Palácio Gama Lobo seguiu por caminhos de interpretação, preservação e recuperação, não dando lugar a radicalismos. Pretendeu-se que a intervenção fosse suave, eliminando os excessos e adicionando cuidadosamente algumas contemporaneidades arquitetónicas e artísticas que marcassem com respeito a nossa época». A autarquia explicou que foram aplicadas soluções construtivas «pouco intrusivas, datadas, contemporâneas e reversíveis sempre que possível, recorrendo à utilização de técnicas e materiais sustentáveis e ecológicos».